# عقاب دوسر

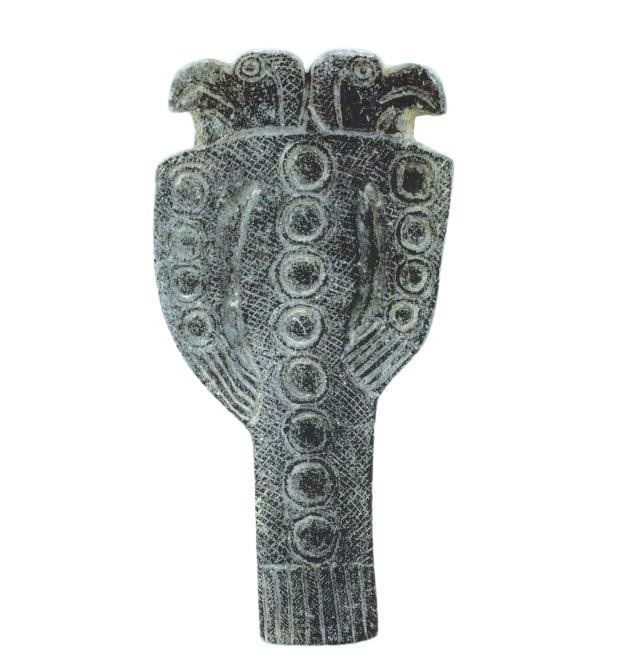
کهن‌ترین عقاب دوسر جهان. جیرفت ایران ۳۰۰۰ سال پیش از میلاد

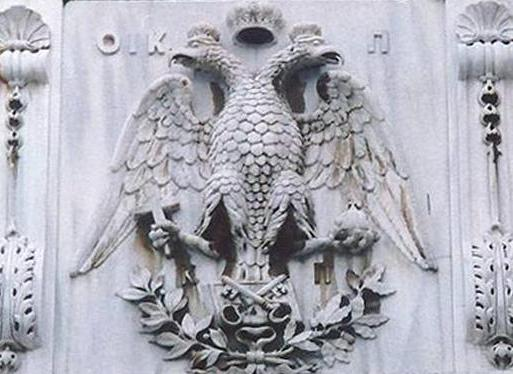
نشان عقاب دو سر، ورودی کلیسای جامع سنت جورج، استانبول

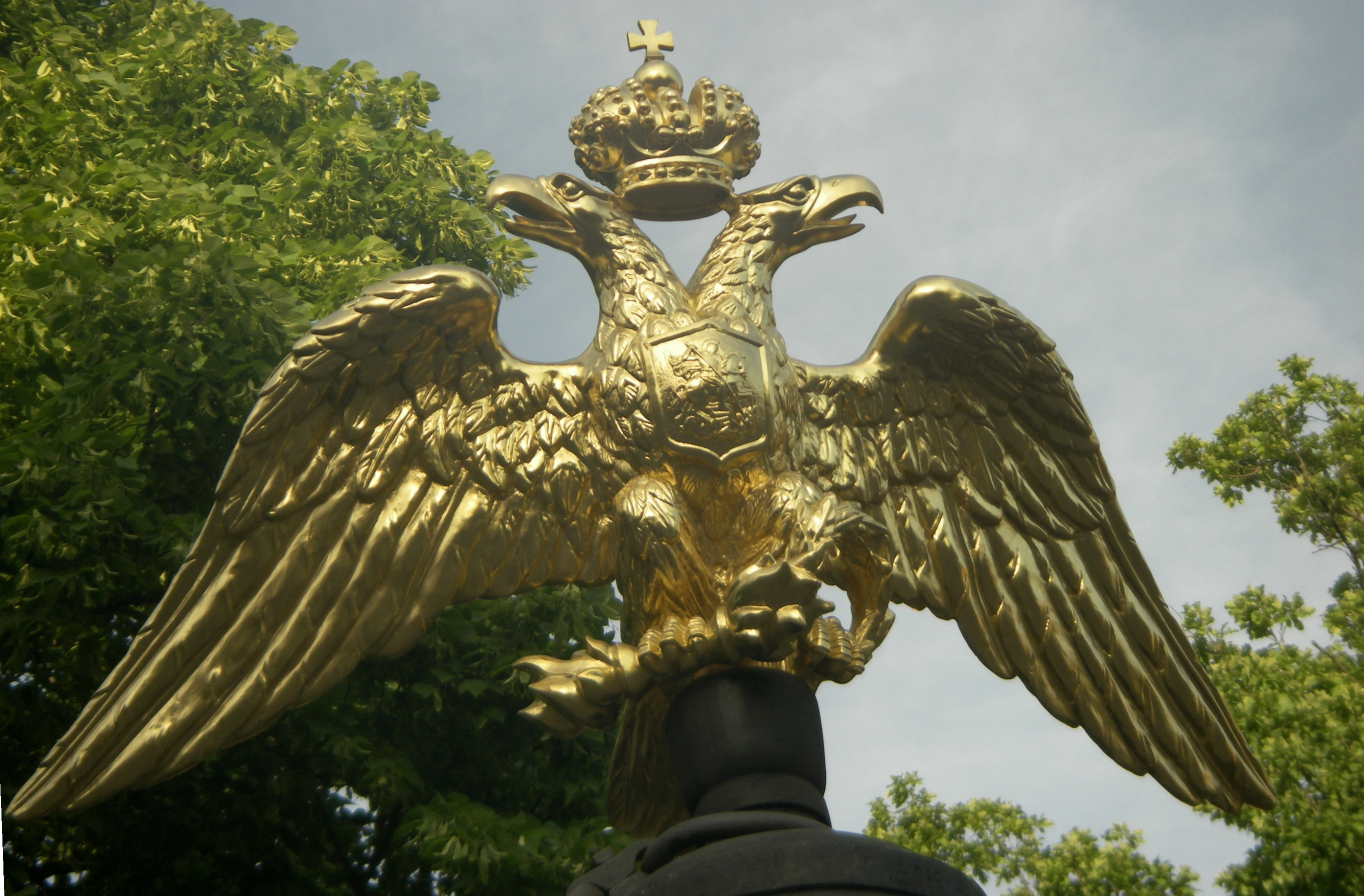
عقاب امپراتوری روسیه، سن پترزبورگ

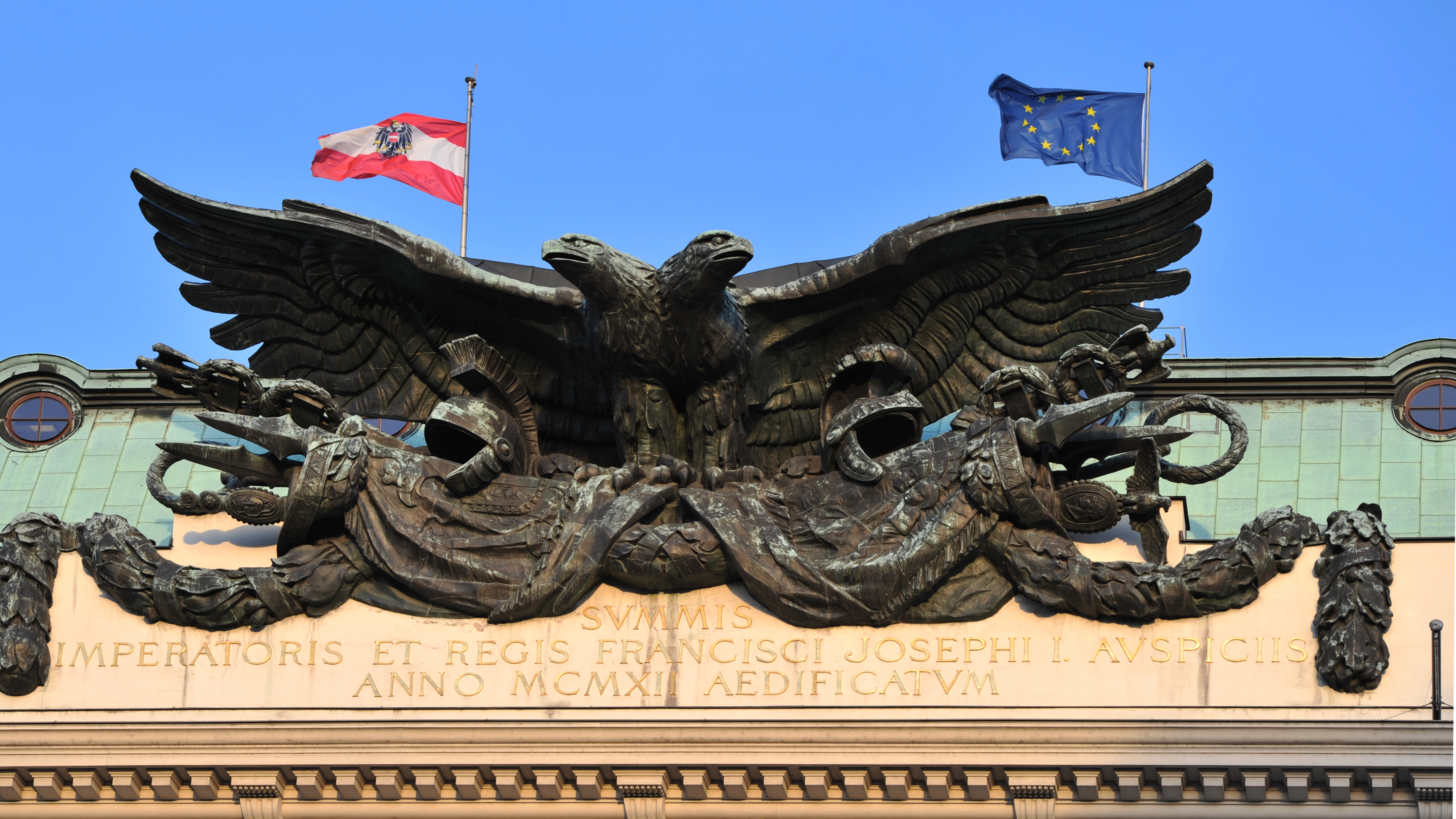
عقاب امپراتوری اتریش، وزارت جنگ (وزارت دفاع فدرال)، وین

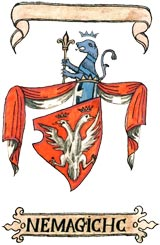
نشان نمانجیچ همان‌طور که در اسلحه‌خانه فونیکا (بر اساس اسلحه‌خانه Ohmućević، اواخر قرن شانزدهم) به تصویر کشیده شده است.

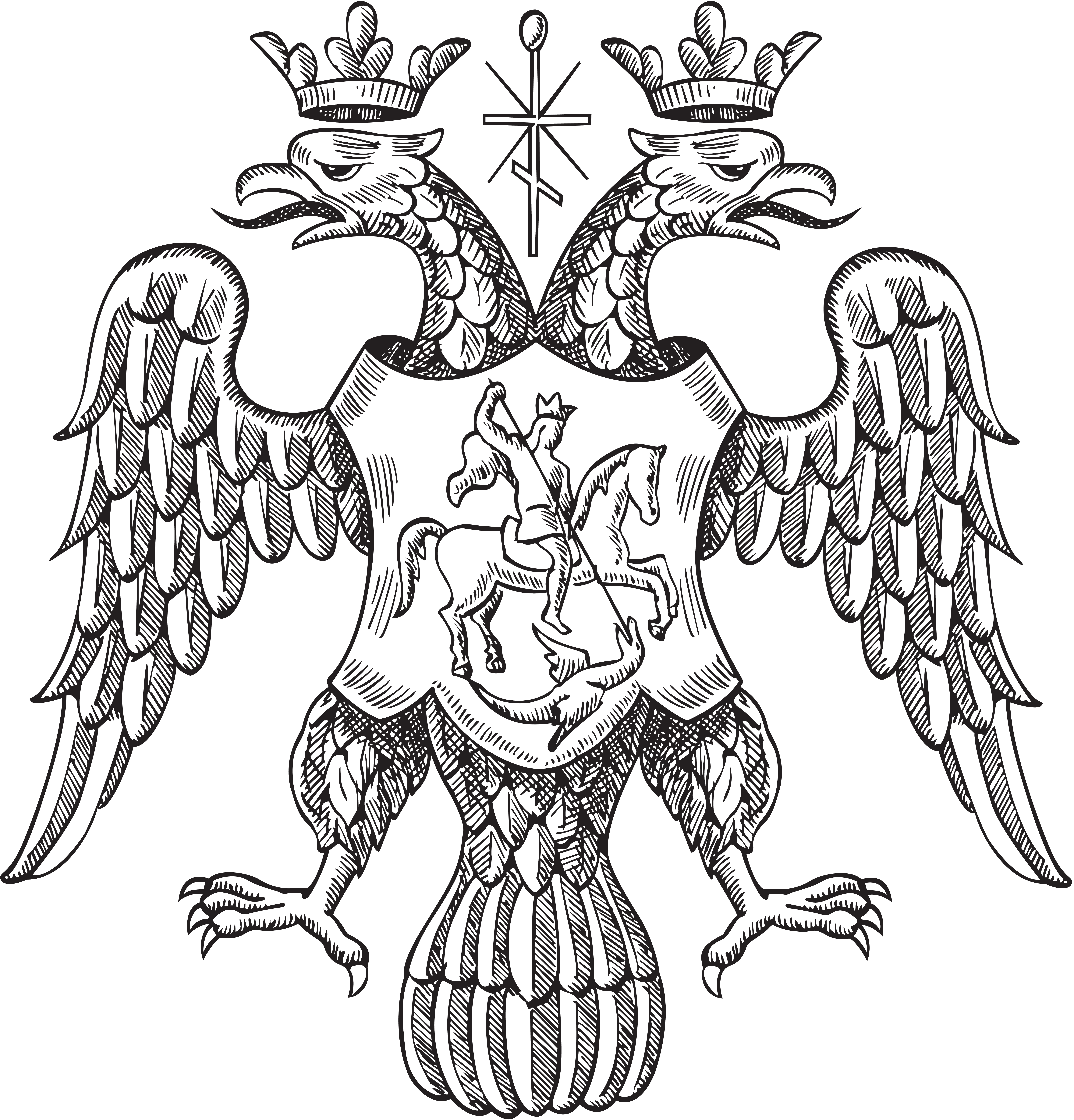
نشان ایوان مخوف (۱۵۸۹ میلادی)

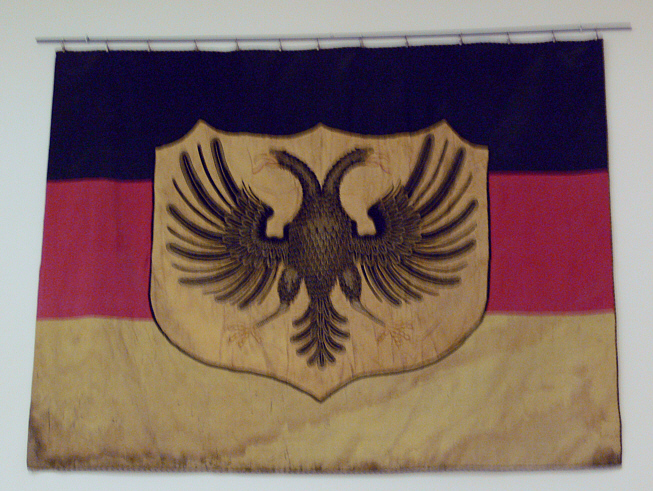
پرچم مورد استفاده در رافسبورگ، ۱۸۴۹ میلادی

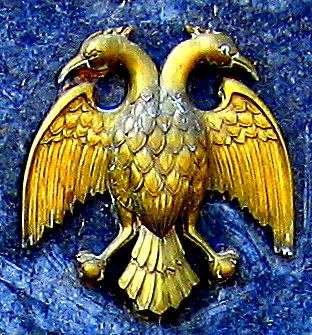
پادشاهی میسور

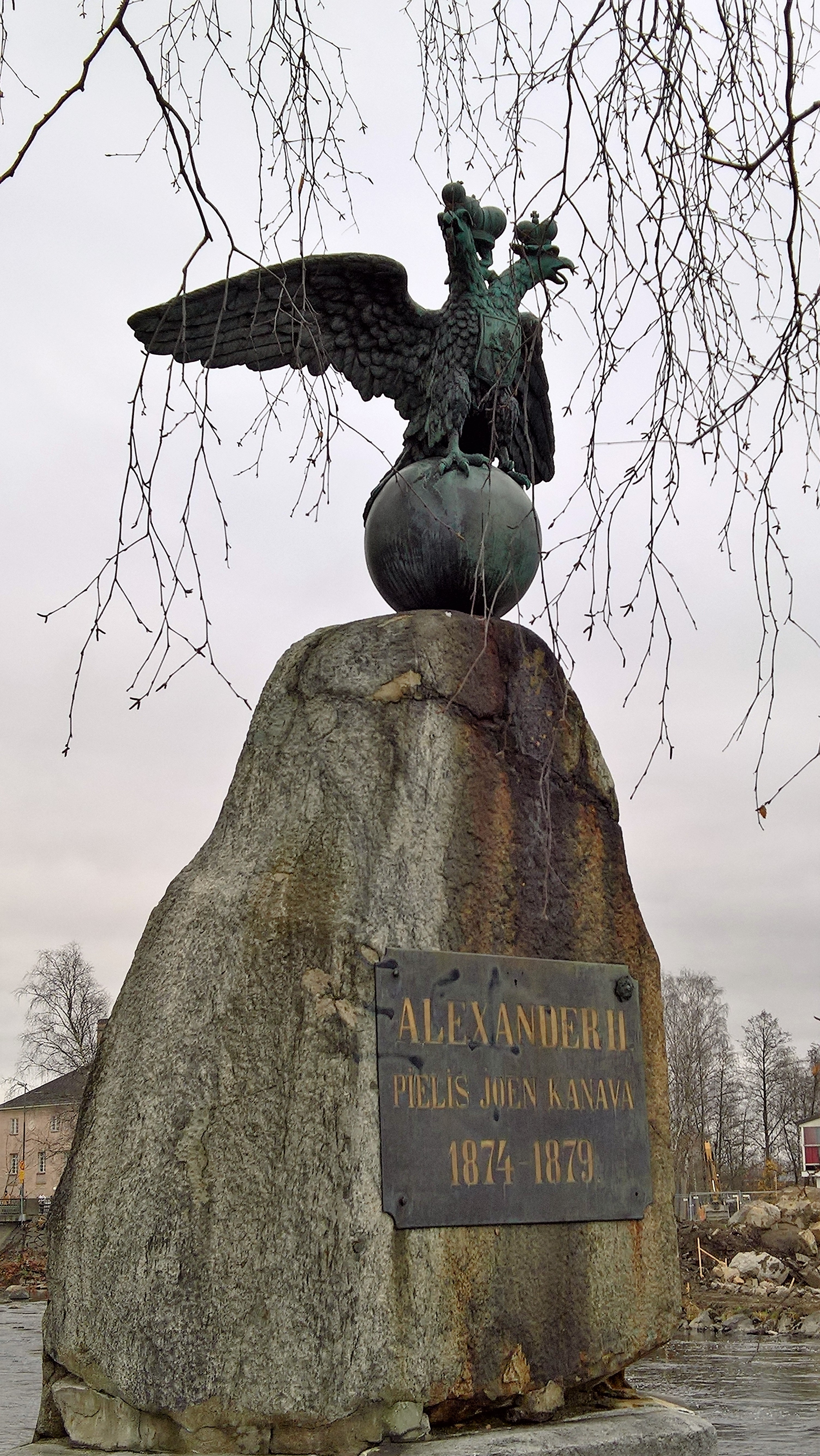
یک عقاب دو سر در بنای یادبود کانال رودخانه پیلینن در یوعنسو فنلاند دیده می‌شود.

شاهین یا عقاب دوسر، در نشان‌شناسی و پرچم‌شناسی، نمادی حیوانی است که با مفهوم امپراتوری مرتبط است. بیشتر کاربردهای مدرن این نماد به‌طور مستقیم یا غیرمستقیم با استفاده از آن توسط امپراتوری سلجوقی در خاورمیانه، و در امپراتوری بیزانس متأخر در اروپا مرتبط است. عقاب دو سر در اروپا در اصل نمادی از دودمان پالایولوگی بوده است. در طول دوره قرون وسطی متاخر تا اوایل دوره مدرن در امپراتوری روم مقدس از یک سو و در حکومت‌های ارتدکس (پادشاهی صربستان و روسیه) از این نشان استفاده شد. این نشان پیوند نزدیکی با نشان‌های عقاب (تک سر) و نشان آکیلا که در امپراتوری روم استفاده می‌شد دارد. در چند جا، از جمله امپراتوری مقدس روم و روسیه، اهمیت این نشان بیشتر به دلیل ایجاد عقاب سه سر کمتر شد.
این نقش پیشینیان و ریشه‌هایی در هنر عصر برنز دارد که در ایلیریا، یونان میسنی، و در خاور نزدیک باستان، به ویژه در شمایل‌نگاری هیتی‌ها یافت شده است. در قرون وسطی میانه، از حدود قرن‌های ۱۰ یا ۱۱، دوباره ظاهر شد و به‌طور مشخص توسط امپراتوری روم شرقی مورد استفاده قرار گرفت، اما بازنمایی‌هایی در قرن ۱۱ یا ۱۲ نیز یافت شده است که از اسپانیای اسلامی، فرانسه و شاهزاده صربستانی Raška سرچشمه می‌گیرد. از قرن سیزدهم به بعد، گسترش بیشتری یافت و توسط سلطنت سلجوقیان روم و سلطنت ممالیک در جهان اسلام و در داخل جهان مسیحی توسط امپراتوری مقدس روم، صربستان، چندین خانواده اشراف آلبانیایی قرون وسطی و روسیه نیز مورد استفاده قرار گرفت.
امپراتوری رومی مقدس که بعدها امپراتوری رومی مقدسِ ملت آلمان تبدیل شد. .
نام رسمی کشوری بود که در زمان حکومت اتوی یکم از امپراتوری فرانک شرقی کارولنژی تشکیل شد و تا سال ۱۸۰۶ ادامه پیدا کرد.
اصطلاح امپراتوری روم از زمان کارل بزرگ (شارلمانی) نیز مرسوم بوده است و این امپراتوری لقب مقدس را برای نخستین بار در ادبیات سلطنتی، در زمان فریدریش یکم سال ۱۱۵۷ به دست می‌آورد.
واژهٔ ملت آلمان در ابتدا به سال ۱۴۳۸ برمی‌گردد و از زمان ۱۵۱۲ نام کامل رسمی این امپراتوری، امپراتوری مقدس روم ملت آلمان می‌شود.
با برکنارگذاشتن تاج سلطنتی توسط فرانسیس دوم، امپراتوری مقدس روم ملت آلمان ۶ اوت۱۸۰۶ منقرض و از بین می‌رود.

این امپراتوری با نامش از یک سو ابتدا مدعی جایگزینی امپراتوری روم بوده و بنابراین بر حکومت جهان تأکید داشته است و از سوی دیگر با استفاده از واژهٔ مقدس ادعای خود را بر جهان خاکی محکم‌تر کرده است. 

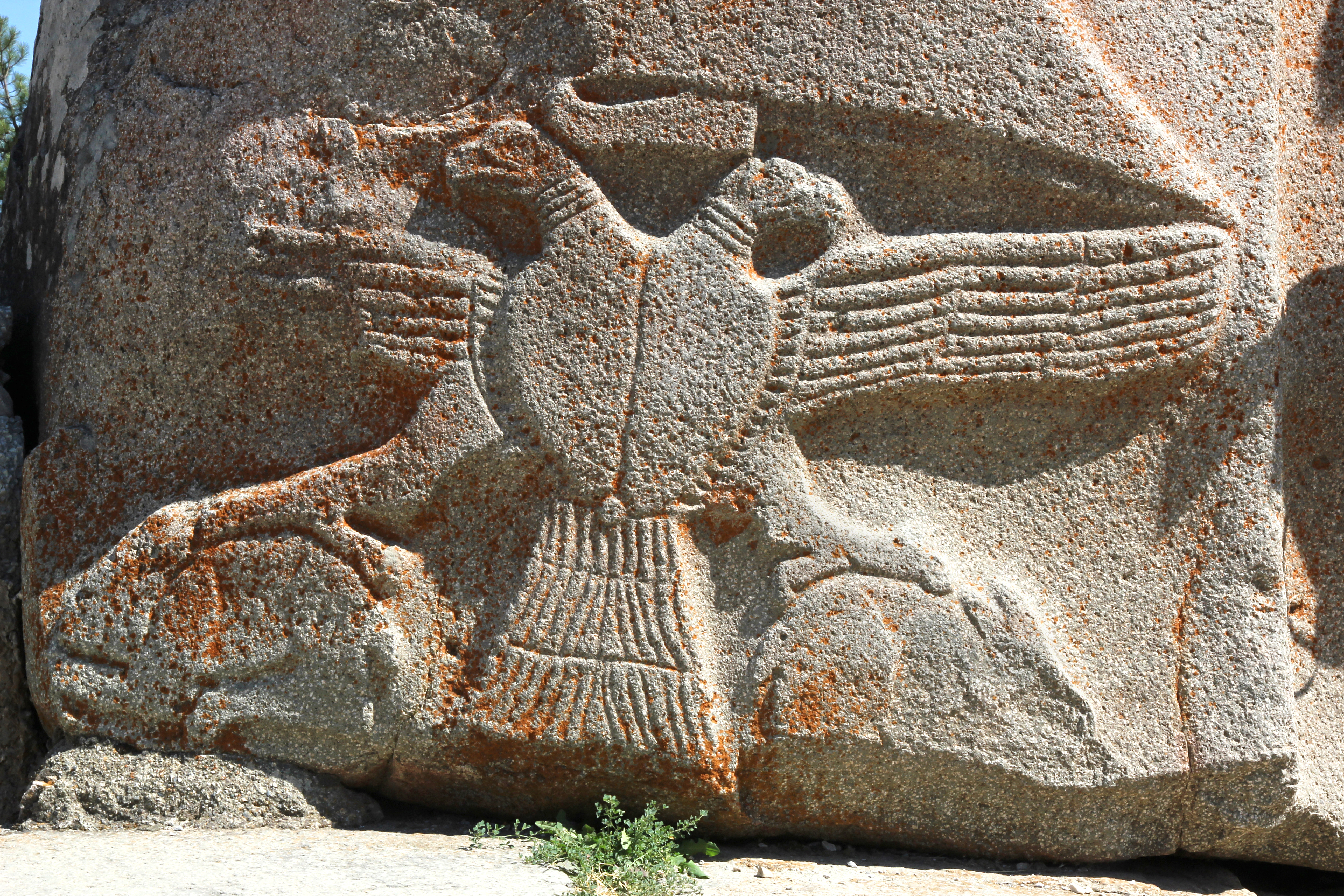
عقاب دو سر در دروازه ابوالهول آلاجه‌هویوق.

## نگارخانه

### نشان‌شناسی و پرچم‌شناسی

پرچم امپراتوری امپراتوری مقدس روم ، بازسازی مدرن
بازوهای سلطنتی هابسبورگ اسپانیا ، همانطور که توسط چارلز اول اسپانیا (۱۵۱۶-۱۷۰۰) و در بازوهای تولدو استفاده شد
پیشنهاد ۱۷۷۶ برای مهر بزرگ ایالات متحده با عقاب دو سر به عنوان نماد آمریکایی‌های آلمانی
نشان استان آنتورپ ، بلژیک. یک پرچم اسلحه نیز در نشان بزرگ بلژیک به تصویر کشیده شده است
نشان ملی Ninove ، بلژیک
نشان ملی پرت، اسکاتلند
نشان امپراتوری اتریش (۱۸۱۵-۱۸۶۷)
پادشاهی لمباردی-ونتیا (۱۸۱۵-۱۸۶۶)، سرزمین تاج امپراتوری اتریش
نشان رسمی صربستان (۱۸۸۲–۱۹۱۸ و ۲۰۰۴–)
بازوهای خانواده کانتاکوزینو در پادشاهی رومانی ( حدود ۱۹۰۰)
پرچم آلبانی (۱۹۱۲ و ۱۹۹۲-)
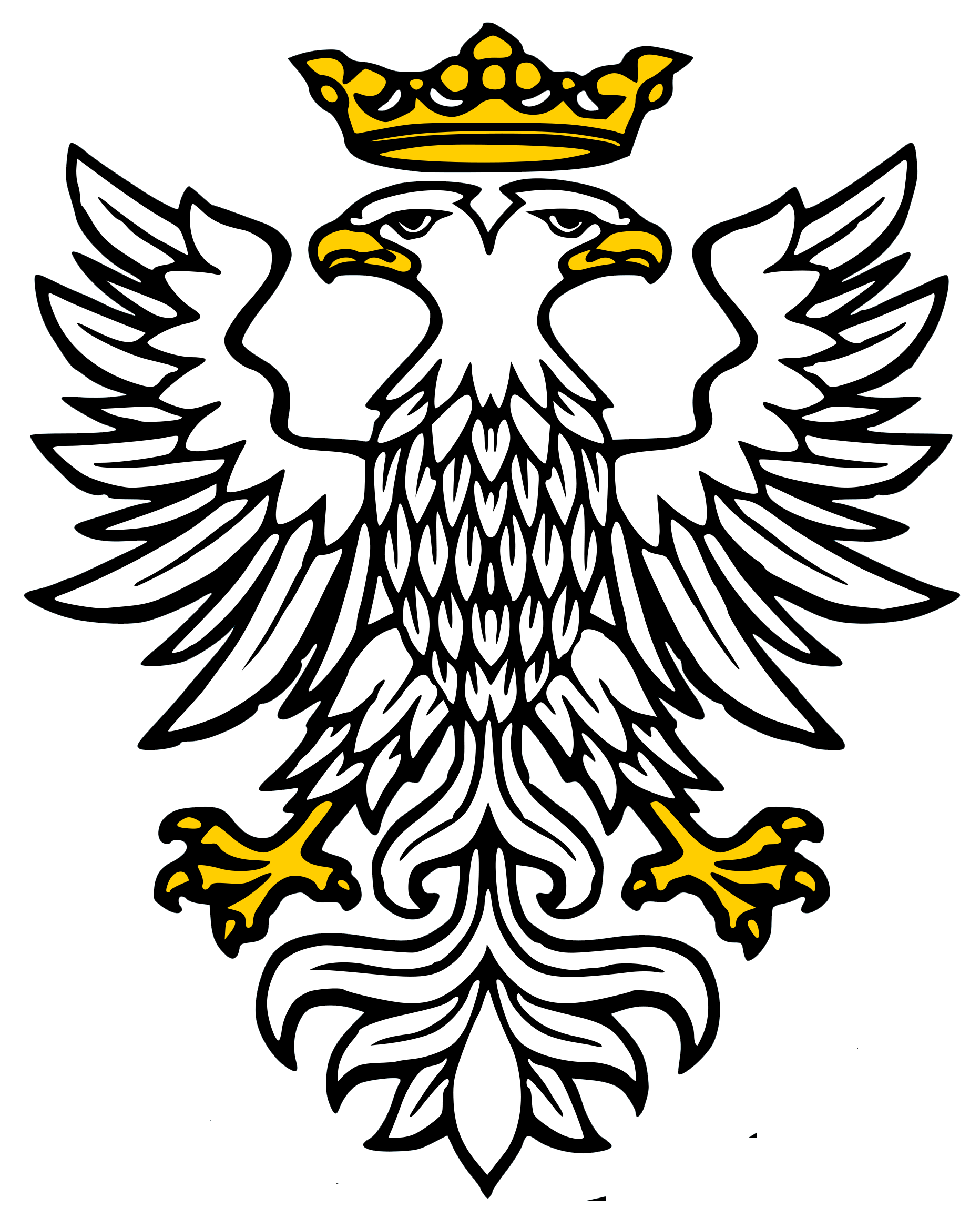
نشان تیپ مرسیان (۶۴-۱۹۴۸) و نشان فعلی هنگ مرسیان در سال ۲۰۰۷ اصلاح شد
نشان رسمی کارناتاکا ، هند
پرچمی که از اواخر قرن بیستم توسط کلیسای ارتدکس یونان و کوه آتوس استفاده می‌شد
نشان رسمی ارمنستان (۱۹۹۲–)
نشان رسمی فدراسیون روسیه (۱۹۹۳-)
نشان ملی استان چرنیهیو ، اوکراین (۲۰۰۰–)
پرچم مونته نگرو (۲۰۰۴–)
نشان آرنهم ، هلند
نشان شهر گرونینگن ، هلند
نشان گردان 1st-54 Regulares " Tetuán " ( ارتش اسپانیا )

### اثرات هنری

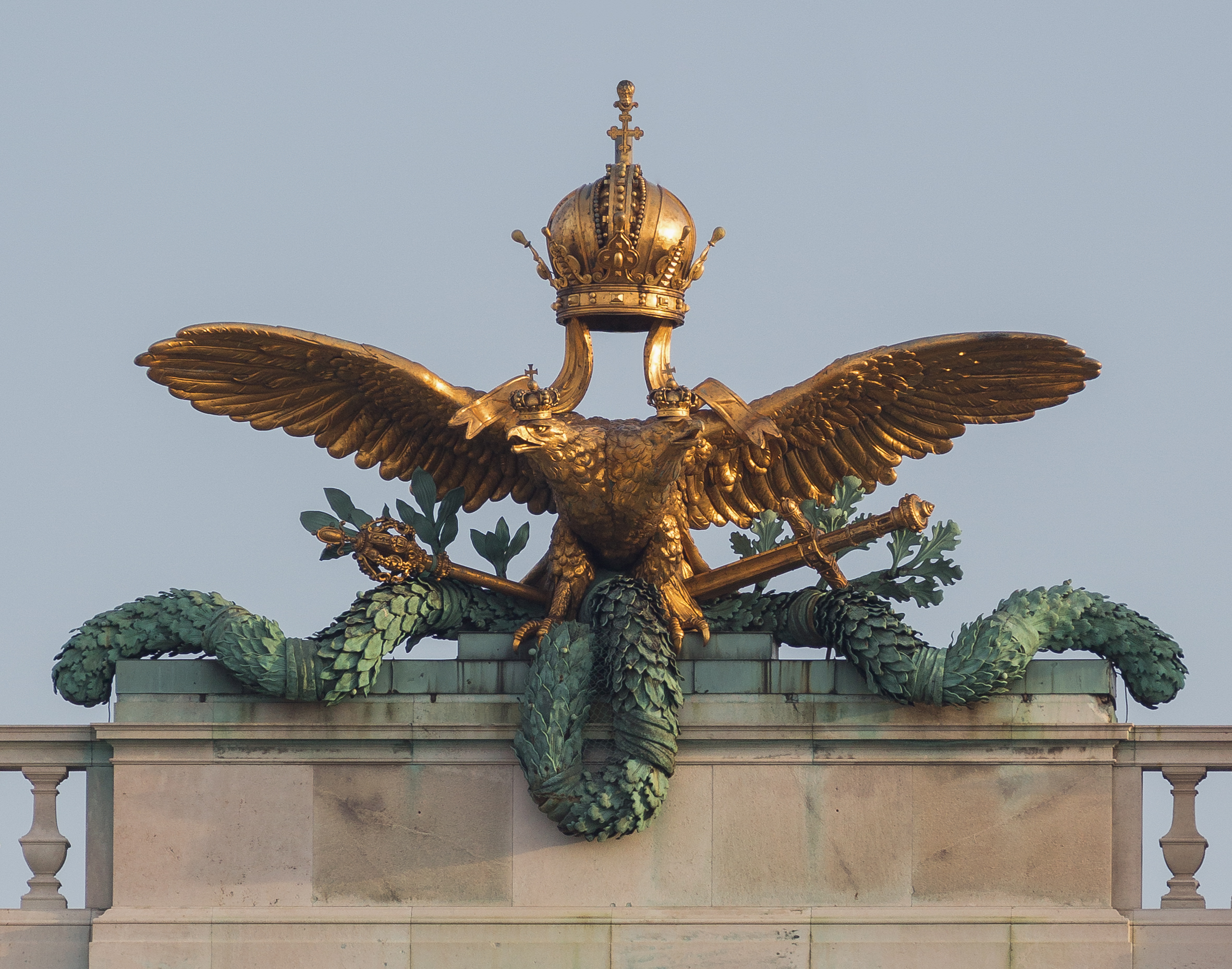
مجسمه عقاب دو سر در بالای هافبورگ ، وین
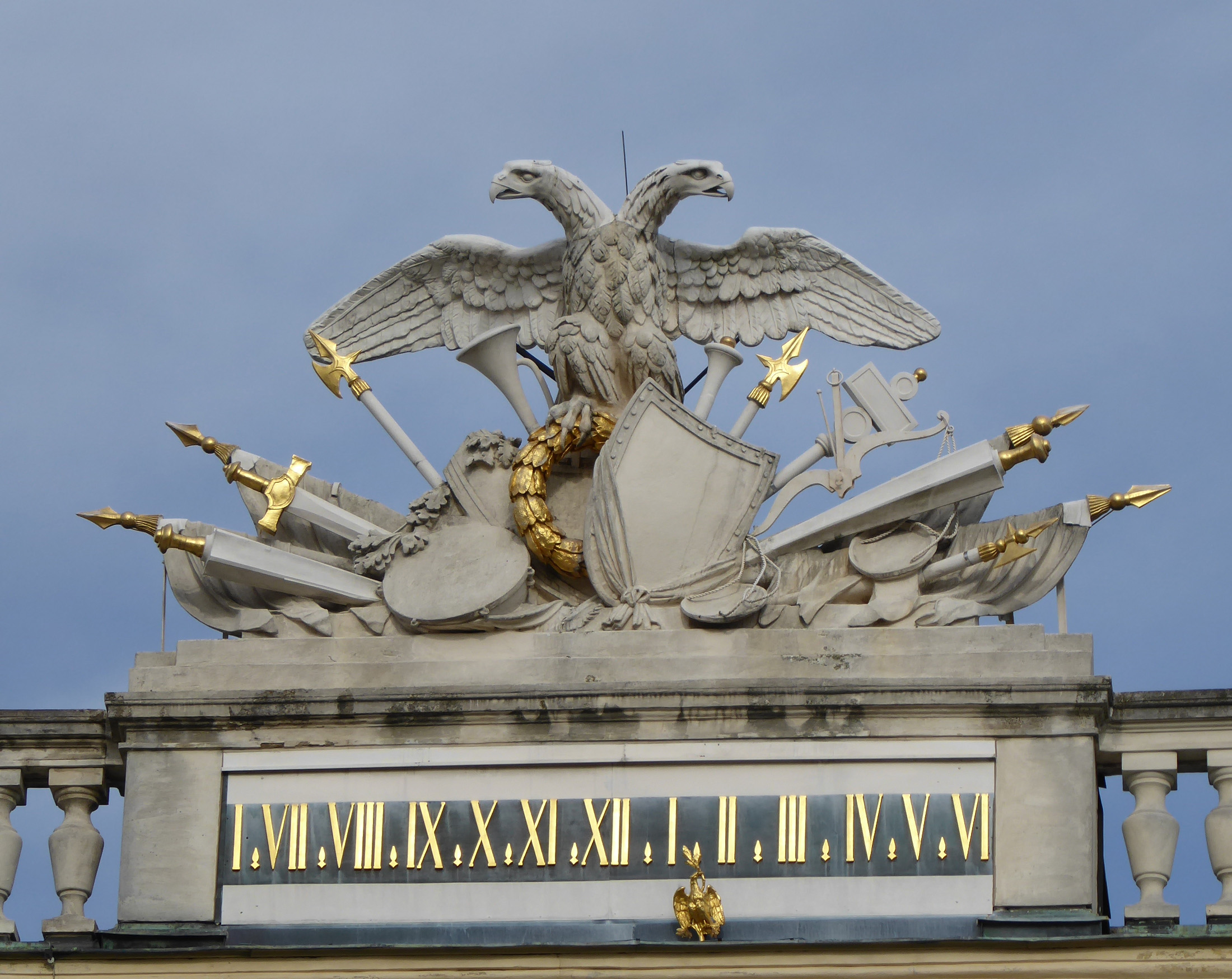
مجسمه عقاب دو سر در بالای کاخ شونبرون ، وین
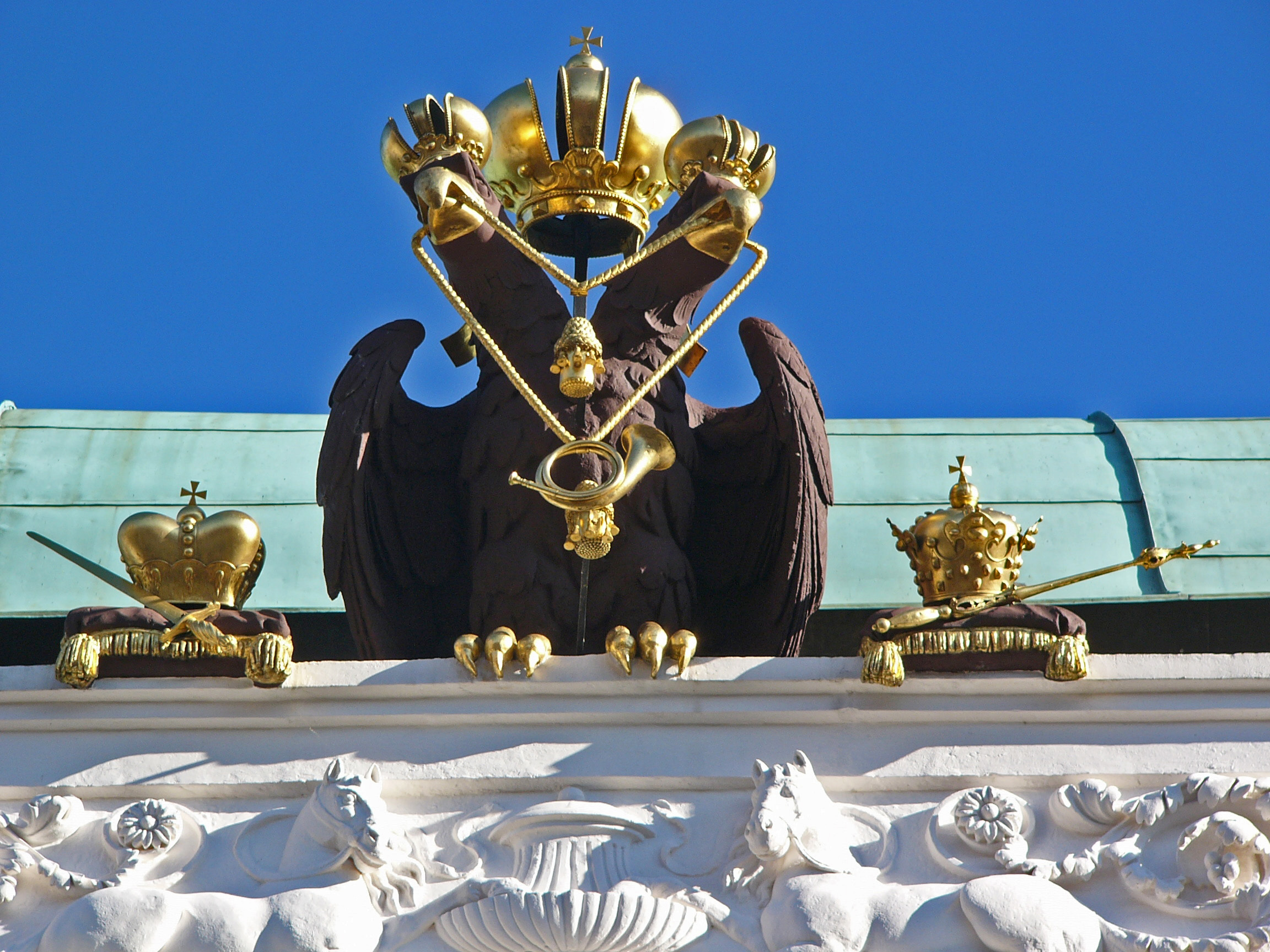
مجسمه عقاب دو سر در بالای اداره پست قدیمی ملک
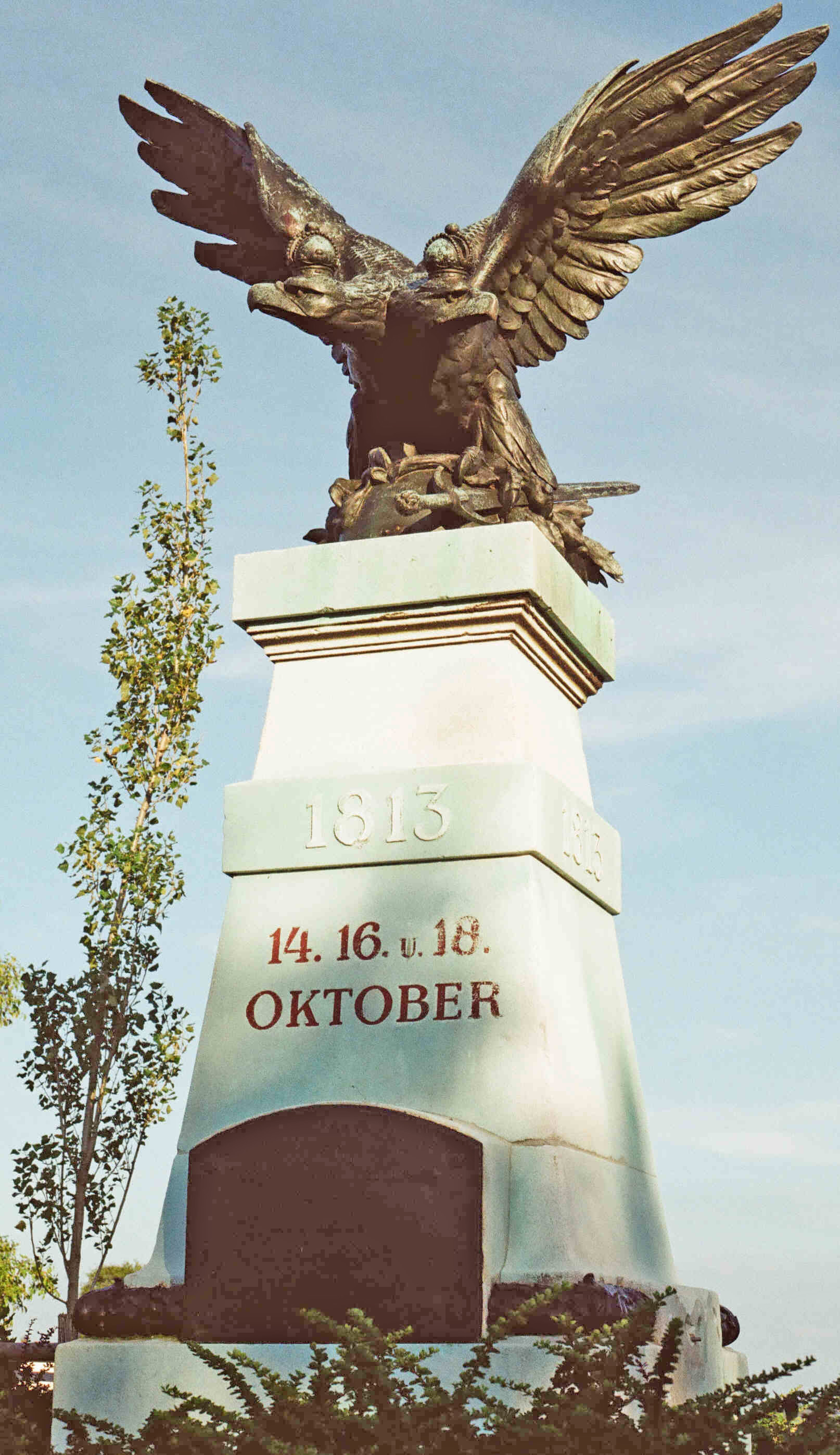
مجسمه عقاب دو سر در بالای بنای تاریخی اتریش در لایپزیگ
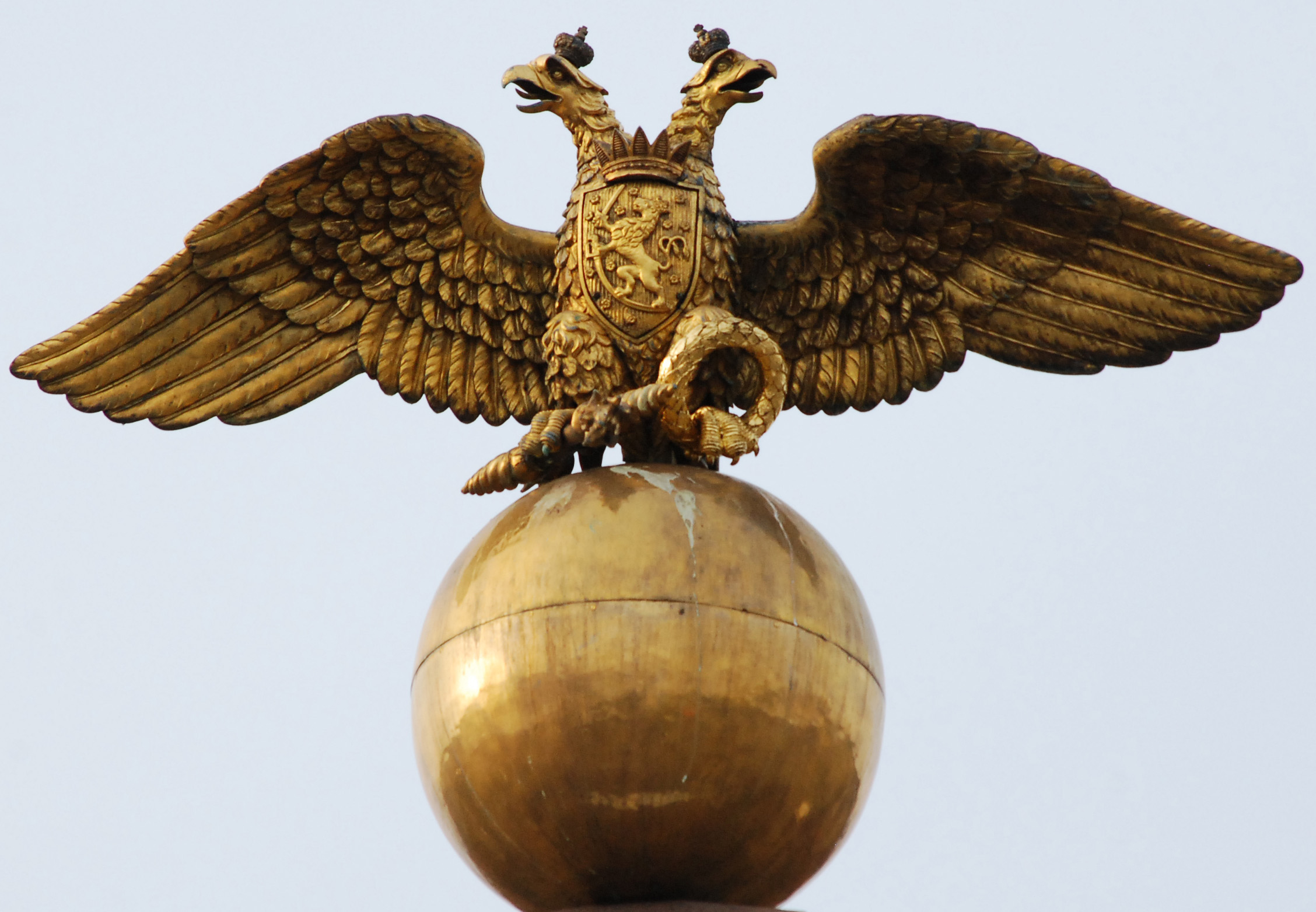
مجسمه عقاب دو سر در بالای سنگ امپراتور، که در میدان بازار، هلسینکی واقع شده است.
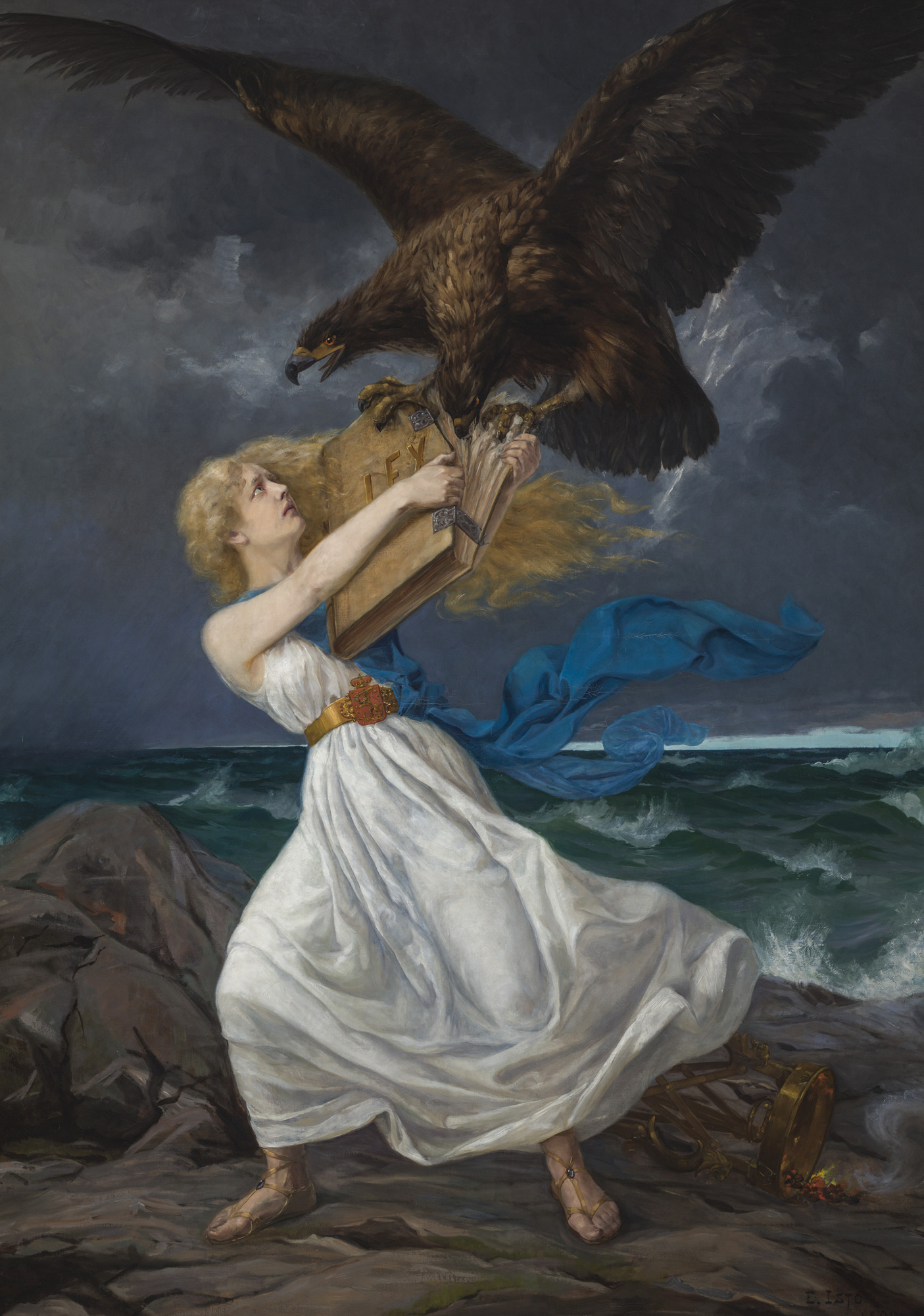
در نقاشی حمله ادوارد ایستو ، عقاب دو سر در حال پاره کردن کتاب قانون از دختر فنلاندی است.